# Wallinghausen
Wallinghausen ist ein Stadtteil der Kreisstadt Aurich im Landkreis Aurich in Ostfriesland, Niedersachsen.

## Geschichte
Der Auricher Ortsteil Wallinghausen liegt auf einem Geestrücken, der sich quer durch Ostfriesland zieht. Bereits vor 5000 Jahren haben sich hier Menschen angesiedelt. Eine solche Besiedelung war nur auf der Geest möglich, da die ostfriesischen Marsch- und Moorgebiete nicht immer begehbar waren. Beim Verlegen von Erdkabeln wurde ein 8,4 Zentimeter langes Feuersteinbeil gefunden, welches aus der Zeit 3000 v. Chr. stammt. Ein Steinbeil von 15,3 Zentimeter wird auf 4000 Jahre geschätzt. Bei Lotgrabung auf einem Acker entdeckte man Pflugspuren, die von einem Wendepflug aus der Zeit um Christi Geburt stammen. Die erste urkundliche Erwähnung des Ortsnamens Wallinghausen erfolgt nach Friedländers „Ostfriesischem Urkundenbuch“ (1. Band 787 = 1470 Urkunde 398) im Jahre 1431.
Damals muss die Siedlung nur sehr klein gewesen sein, denn im Jahre 1593, etwa 160 Jahre nach der ersten urkundlichen Erwähnung, zählte sie nur 33 Einwohner; fünf Herde oder Plätze waren damals vorhanden. Wallinghausen gehörte schon damit mit zu den Auricher „negen Loogen“, von denen es heißt: „Negen Loogen un een Stadt hebben tosamen een Schlötelgatt“. (Mit Schlötelgatt – zu deutsch Schlüsselloch – ist das Schloss in der Eingangstür der Auricher Lambertikirche gemeint.)
Die kleinen Bauerschaft in Ostfriesland hatte schon vor Jahrhunderten eine eigene Verwaltung, die sich allerdings nur auf den rein wirtschaftlichen Sektor erstreckte. Die Aufsicht in kleinen Kommunen übernahmen auch in Wallinghausen die von den Bauerschaftsversammlungen gewählten Bauerrichter. Sie achteten auf die Einhaltung der in den Dörfern geltenden alten Gewohnheitsrechte. In späterer Zeit waren diese Bestimmungen in den so genannten Bauernrollen festgehalten. Im Mittelalter und im Anschluss darin gab es allerdings noch keine schriftlichen Aufzeichnungen der Rechtsbestimmungen, die man als Ortsstatuten ansehen konnte. Sie wurden mündlich von Generation zu Generation überliefert, woraus auch der Begriff des „Gewohnheitsrechts“ entstand.
Der Bauernrichter setzte den Termin des Weideauftriebs zur Gemeindeweide fest und bestimmte den Schluss der Weideperiode. Wie viel Vieh jeder Interessent auftreiben durfte, war nach der Größe seines Hofes festgelegt. Es konnte also keiner einen überhöhten Viehbestand halten. Die Gemeindeweide musste schließlich für das ganze Vieh im Dorf ausreichen.
Diese bäuerliche Selbstverwaltung war im alten Ostfriesland besonders stark ausgeprägt gewesen. Als die hannoverschen Behörden 1818 das System der politischen Gemeinden ausbauten, war in der Organisation der Bauerschaften bereits eine gute Vorarbeit geleistet worden, die man anderswo nicht gekannt hat. Daraus ergab sich auch die hohe Zahl kleiner Gemeinden im früheren Landkreis Aurich, nämlich 64. Erst am 1. Juli 1972 wurden diese politischen Einheiten durch die Gebiets- und Verwaltungsreform in Niedersachsen zu größeren Gemeinden verschmolzen. Wallinghausen kam zu Aurich.
Im Ort befindet sich eine Grundschule.

## Politik

### Ortsrat
Der Ortsrat, der die Auricher Ortsteile Egels und Wallinghausen gemeinsam vertritt, setzt sich aus sieben Mitgliedern zusammen. Die Ratsmitglieder werden durch eine Kommunalwahl für jeweils fünf Jahre gewählt. Die aktuelle Amtszeit begann am 1. November 2021 und endet am 31. Oktober 2026.

Bei der Kommunalwahl 2021 ergab sich folgende Sitzverteilung:
| Ortsrat 2021Insgesamt 7 Sitze - SPD: 2 - Grüne: 1 - AWG: 1 - FDP: 1 - CDU: 2 |

### Ortsbürgermeister
Ortsbürgermeister ist Bodo Bargmann (CDU).